# 金昌植
金 昌植（김 창식　キム・チャンシク、1938年 - ）は、在日本大韓民国民団（民団）監察委員長。日本式の音読みでは金昌植はキン・ショウショク。

## 来歴
- 1971年～1974年 - 民団大阪府豊能支部経済課長[1]
- 1974年～1977年 - 民団豊能支部財政担当課長
- 1977年～1980年 - 民団豊能支部副団長
- 1980年～1986年 - 民団豊能支部支団長（2期）
- 1986年～1989年 - 民団豊能支部議長
- 1988年～1991年 - 民団大阪府地方本部副団長
- 1992年～1998年 - 民団大阪府地方本部監察委員長（2期）
- 1998年～2000年 - 民団大阪府地方本部議長
- 2000年～2006年 - 民団大阪府地方本部団長（2期）

2006年、鄭進中央団長と共に民団中央本部監察委員長に選出。
2009年2月24日、鄭進中央団長と共に監察委員長に再選。